# Eugène Dodeigne
 (juin 2025).
 (juin 2025).
La mise en forme du texte ne suit pas les recommandations de Wikipédia : il faut le « wikifier ».
Les points d'amélioration suivants sont les cas les plus fréquents. Le détail des points à revoir est peut-être précisé sur la page de discussion.
- Les titres sont pré-formatés par le logiciel. Ils ne sont ni en capitales, ni en gras.
- Le texte ne doit pas être écrit en capitales (les noms de famille non plus), ni en gras, ni en italique, ni en « petit »…
- Le gras n'est utilisé que pour surligner le titre de l'article dans l'introduction, une seule fois.
- L'italique est rarement utilisé : mots en langue étrangère, titres d'œuvres, noms de bateaux, etc.
- Les citations ne sont pas en italique mais en corps de texte normal. Elles sont entourées par des guillemets français : « et ».
- Les listes à puces sont à éviter, des paragraphes rédigés étant largement préférés. Les tableaux sont à réserver à la présentation de données structurées (résultats, etc.).
- Les appels de note de bas de page (petits chiffres en exposant, introduits par l'outil «  Source ») sont à placer entre la fin de phrase et le point final[comme ça].
- Les liens internes (vers d'autres articles de Wikipédia) sont à choisir avec parcimonie. Créez des liens vers des articles approfondissant le sujet. Les termes génériques sans rapport avec le sujet sont à éviter, ainsi que les répétitions de liens vers un même terme.
- Les liens externes sont à placer uniquement dans une section « Liens externes », à la fin de l'article. Ces liens sont à choisir avec parcimonie suivant les règles définies. Si un lien sert de source à l'article, son insertion dans le texte est à faire par les notes de bas de page.
- La présentation des références doit suivre les conventions bibliographiques. Il est recommandé d'utiliser les modèles {{Ouvrage}}, {{Chapitre}}, {{Article}}, {{Lien web}} et/ou {{Bibliographie}}. Le mode d'édition visuel peut mettre en forme automatiquement les références.
- Insérer une infobox (cadre d'informations à droite) n'est pas obligatoire pour parachever la mise en page.

Pour une aide détaillée, merci de consulter Aide:Wikification.
Si vous pensez que ces points ont été résolus, vous pouvez retirer ce bandeau et améliorer la mise en forme d'un autre article.
 (juin 2016).
Si vous disposez d'ouvrages ou d'articles de référence ou si vous connaissez des sites web de qualité traitant du thème abordé ici, merci de compléter l'article en donnant les références utiles à sa vérifiabilité et en les liant à la section « Notes et références ».
Eugène Dodeigne, né le 27 juillet 1923 à Rouvreux (Sprimont, province de Liège) et mort le 24 décembre 2015 à Linselles, est un sculpteur français ayant vécu et travaillé à Bondues (Nord-Pas-de-Calais). 

## Biographie
Dès 1936, Eugène Dodeigne apprend son métier avec son père, tailleur de pierre, qui l'engage à prendre des cours de dessin et de modelage à Tourcoing, puis à l'École des Beaux-Arts de Paris où il obtient la note exceptionnelle de 19/20 en dessin au concours d'entrée], il connaît une véritable révélation dans l'atelier de Marcel Gimond.
En 1950, il construit lui-même sa maison et son atelier dans la ville de Bondues, au lieu-dit « Le Pot de Fer » (Nord, France). Cette expérience lui fera découvrir de nouveaux outils comme la perforatrice et la disqueuse. Il les inclura dès lors à sa nouvelle pratique de la « pierre éclatée ».
De 1957 à 1960, Eugène Dodeigne enseigne aux Écoles supérieures des arts Saint-Luc de Tournai. Il aura comme élèves Pierre Carlier, Marc Ronet et Yvan Theys. Il y est professeur de dessin.
C'est sous l'influence des formes abstraites, lisses et denses de Constantin Brâncuși qu'il comprend qu'une pierre, ne serait-ce qu'un simple galet, peut receler une énergie et une tension insoupçonnées selon le rapport que sa surface entretient avec son volume. Il emprunte alors, en 1960, la voie de la pierre éclatée qui le mène à une figuration abrupte, fortement expressive, persistante jusqu'à ses sculptures les plus récentes. Il s'imprègne aussi du dépouillement d'Alberto Giacometti et de Germaine Richier. Certaines des sculptures de Dodeigne font penser à du « non-finito », puisque l'artiste laisse paraitre dans ses œuvres l'aspect brut du matériau qu'il utilise. Lorsqu'on lui demande d'évoquer ses œuvres anciennes et ses influences, il reste évasif : aux yeux de Dodeigne, rien ne compte davantage que la motivation toujours fraîche et l'expression toujours renouvelée de ses sculptures et de ses dessins les plus récents.
Eugène Dodeigne extrait d'immenses figures humaines de la pierre et du bois, mais aussi des silhouettes plus coulantes, ondulantes, sensuelles et d'autres sculptures plus brutes, plus rugueuses moins marquées et moins abruptes. Il partage son regard sur la condition humaine. Le spectateur doit également faire l'effort de deviner l'homme sous sa gangue de pierre, un regard actif est attendu.
Des expositions à la galerie Claude Bernard, à la galerie Pierre Loeb, à la galerie Jeanne Bucher, puis à Berlin, Hanovre, Rotterdam, Bruxelles et Pittsburgh lui assurent dans les années 1960 une reconnaissance internationale qui ne perturbe jamais son exploration de la pierre taillée : en 1968, il se consacre à une série de sculptures alliant de façon inédite les surfaces lisses et les volumes irréguliers de la pierre éclatée. Dans les années 1970, le groupe des Dix (Fondation Prouvost, Marcq-en-Barœul) consacre son évolution vers la monumentalisation qui coïncide avec le développement simultané de la sculpture en plein air dans les villes et dans les parcs. Des pierres de Dodeigne peuplent dès lors beaucoup de villes et de musées du Nord : Roubaix (La Piscine), Lille, Dunkerque, Villeneuve-d'Ascq, Anvers, Liège, Hanovre, Utrecht, Otterlo (musée Kröller-Müller) puis Bobigny, Argentan et Paris, jusqu'à Grenoble en 1998 et Vitry-sur-Seine, plus récemment.
Une participation à la Biennale de Paris en 1985, une exposition au musée Rodin à Paris en 1988, sa participation aux Champs de la Sculpture en 1995, à Made in France au musée national d'Art moderne en 1996, puis sa présence dans le tout nouveau parc de sculpture du jardin des Tuileries en 1999, une exposition à la Fondation de Coubertin (Saint-Rémy-lès-Chevreuse) en 2002, confirment l'importance grandissante qu'occupe Dodeigne dans l'histoire de la sculpture de la seconde partie du XXe siècle. Il a aussi exposé un peu partout dans le monde et son œuvre figure dans de nombreuses collections publiques, notamment en Europe du Nord (Allemagne, Autriche, Belgique, Norvège, Pays-Bas), en France, aux États-Unis et en Suisse. Il a été élu membre de l'Académie des beaux-arts en 1999 au fauteuil d'Étienne-Martin. Son épouse Michelle meurt en 2018.
Il réalise plusieurs photos, notamment en noir et blanc, de ses œuvres assemblées dans son jardin où elles dialoguent avec la nature et le paysage environnant. Au lieu  de commenter telle ou telle sculpture, Eugène Dodeigne préfère laisser parler ses œuvres elles-mêmes, il se pose en guide de notre regard.
D'après Paul-Louis-Rinuy, trois caractéristiques de ces photographies sont frappantes : 
- Tout d'abord, l'importance du lieu dans sont insérées les œuvres
- Puis, l'importance du temps, à la fois dans la dimension météorologique et le moment opportun pour prendre la photographie.
- Enfin, la photographie, est un jeu de lumière et d'ombre avec lequel Dodeigne jouent.
En 1981, ses photographies sont publiées dans un livre intitulé Chant de Pierre.

## Citations

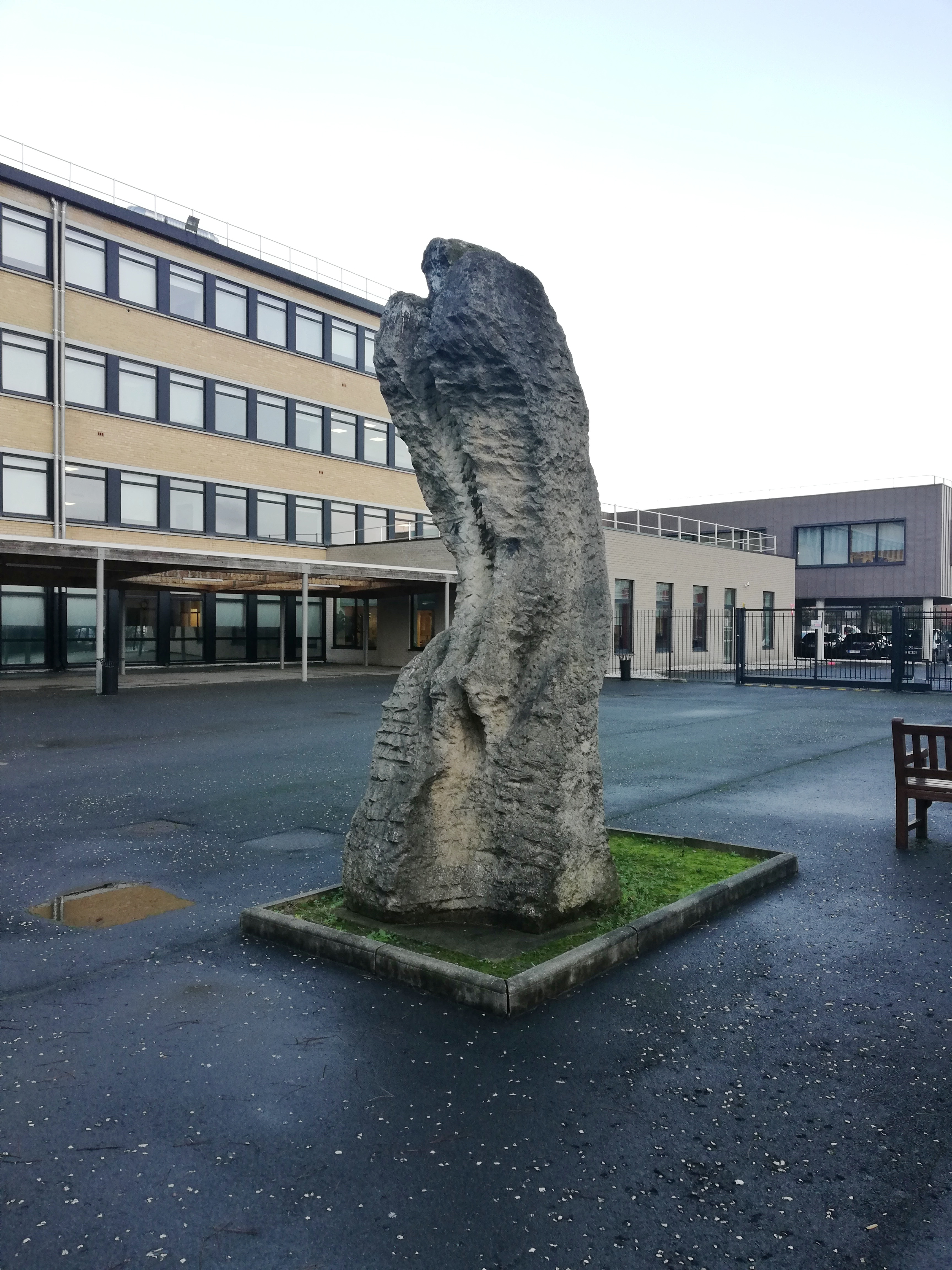
Annonciation, Lycée Marguerite de Flandre, Gondecourt, 1968

"La sculpture est un combat, une lutte contre la matière. Il faut jouer des poings." Eugène DODEIGNE. 1988.

## Hommages
"A regarder les photographies de Dodeigne on apprend à considérer ses sculptures comme des formes vivantes, liées au monde dans lequel elles s'insèrent, et qui sont, plus que des masses de pierre, une recherche d'expression, l'ambition d'une présence créant sa propre lumière."   Paul-Louis-Rinuy
"Le Nord vient de perdre un de ses derniers géants. En voyant ces silhouettes à la fois massives et élégantes dressées Place de la république à Lille, face à la Citadelle, au Palais des Beaux arts, on ne peut que penser au regard bleu d'homme du Nord, à la poignée de main si solide et si chaleureuse, à la pudeur et à la discrétion de ce grand sculpteur que fut Eugène Dodeigne, qui sut transmettre son humanité à la pierre." Martine Aubry, maire de Lille.

## Œuvres dans les lieux et collections publiques
- 1948 : Invocation, bois, musée d'Art moderne Lille Métropole, Villeneuve-d'Ascq
- 1956 : Vierge, pierre de Soignies, La Piscine, musée d'Art et d'Industrie André Diligent, Roubaix
- 1956 : Figure couchée, pierre de Soignies, musée d'Art moderne Lille Métropole, Villeneuve-d'Ascq
- 1960 : L'Homme des Neiges, La Piscine, musée d'Art et d'Industrie André Diligent, Roubaix
- 1960 : Buste de femme, La Piscine, musée d'Art et d'Industrie André Diligent, Roubaix
- 1960 : Grand torse, pierre de Soignies, Paris, Centre Pompidou
- 1960: Portrait de M. Dodeigne père, Musée des Beaux-Arts et d'Archéologie Joseph-Déchelette, Roanne
- 1962 : Enclos de la Résistance, stèle en granit à Saint-Malo[1].
- 1966 : Tête, pierre de Soignies, La Piscine, musée d'Art et d'Industrie André Diligent, Roubaix
- 1966 : Hera, pierre de Soignies, université des sciences humaines et sociales de Lille 3 Charles De Gaulle (bât B, forum -1), Villeneuve-d'Ascq

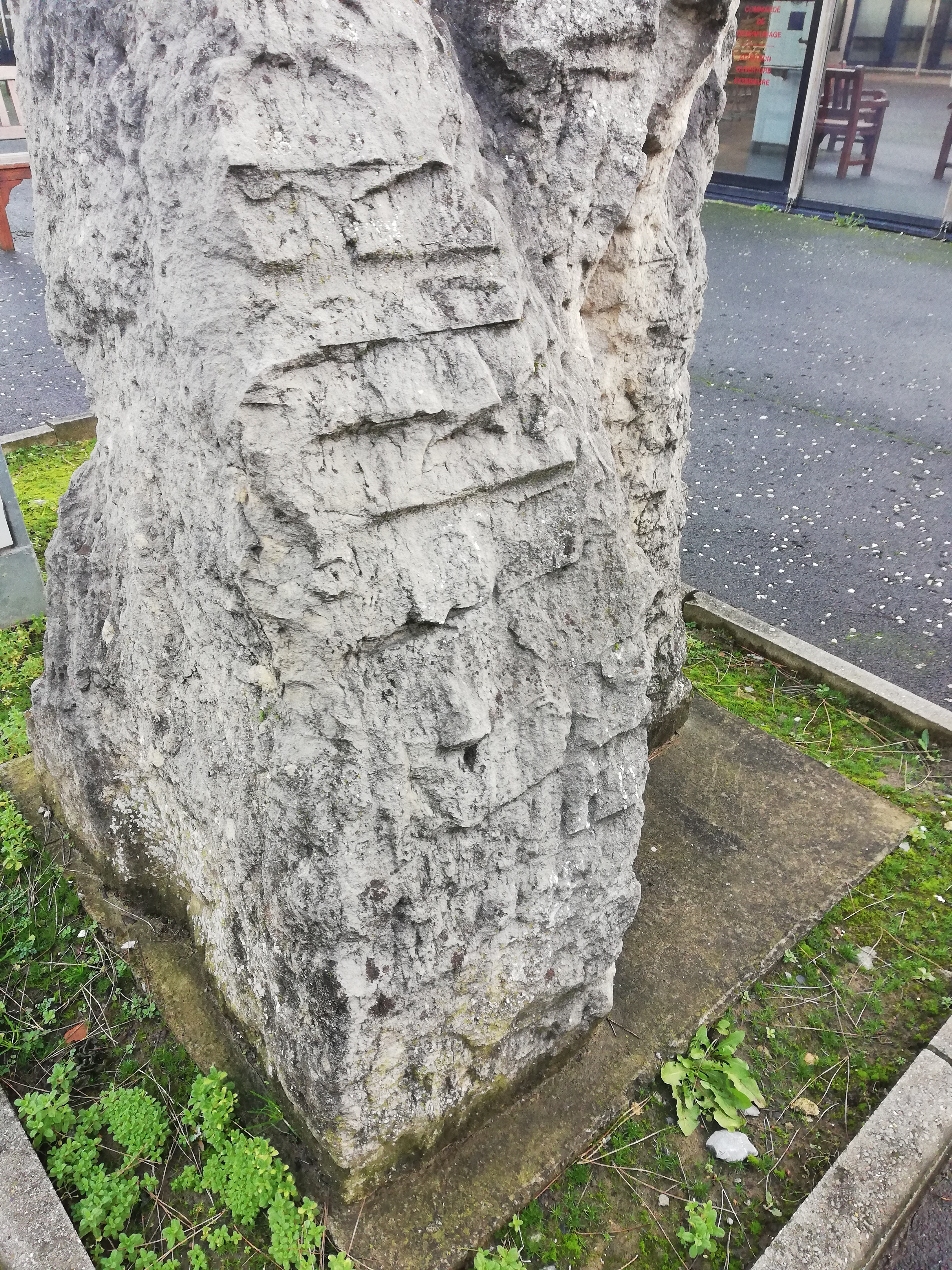
Lycée Marguerite de Flandre, Gondecourt. Détail de la statue "L'annonciation" d'Eugène Dodeigne- 1968- Pierre de Massangis. Traces d'outils visibles.

- 1968 : Annonciation, Pierre de Massangis, Lycée Marguerite de Flandre, Gondecourt
- 1970 : Groupe de dix figures, pierre de Soignies, Septentrion, Fondation Albert et Anne Prouvost, Marcq-en-Barœul
- 1974 : Groupe des cinq, marbre de Carrare, Palais des Beaux-Arts de Lille
- 1976-1979 : Groupe des trois, pierre de Soignies, fontaine de la Place de la République, Lille
- 1979 : Les Pleureuses, pierre de Soignies, jardin des sculptures du LAAC, Dunkerque
- 1981 : Groupe 1981[2], pierre de Soignies, Musée d'art contemporain en plein air du Sart Tilman, université de Liège
- 1981 : L'Aurore, pierre de Soignies, musée de Plein-Air d'Hakone.
- 1982 : Sans titre, marbre de Carrare, jardin de Chateau de Helmond
- 1986 : Mémorial Charles de Gaulle, pierre de Soignies, jardin Vauban, Lille
- 1996 : Couple, pierre de Soignies, parc du musée de Grenoble
- Fonts baptismaux de l'église Saint-Nicolas-en-Cité d'Arras, granit de Suède noir[3],[4].

## Galerie

Œuvres d'Eugène Dodeigne
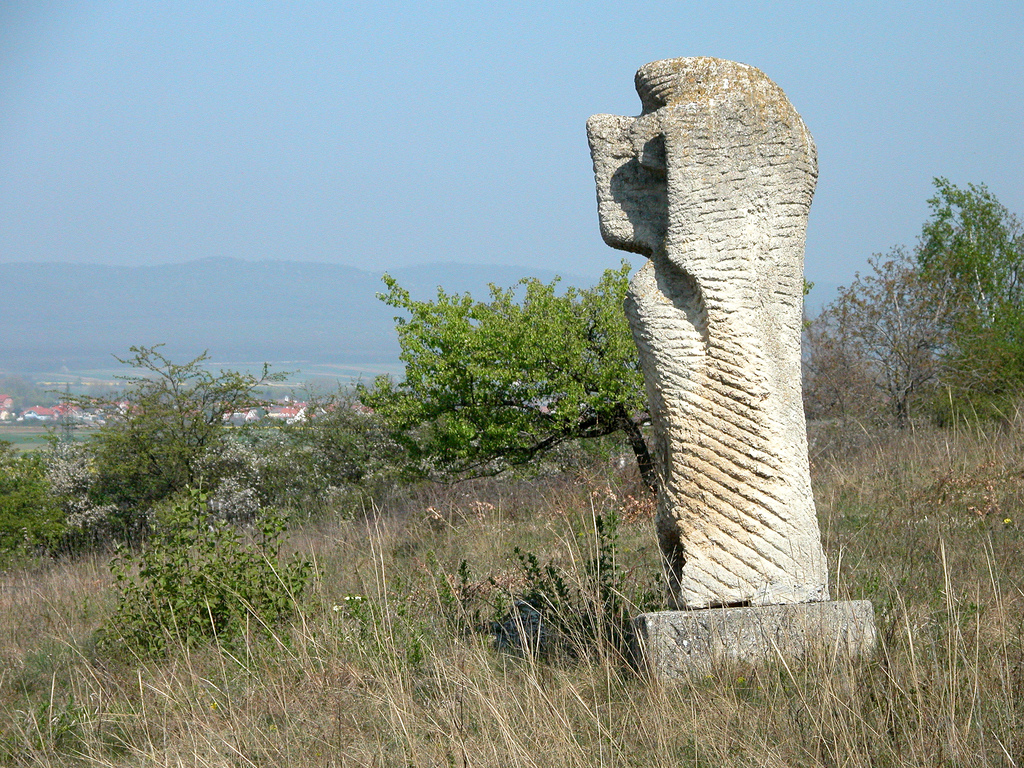
Sans titre (1959), Sankt Margarethen im Burgenland.
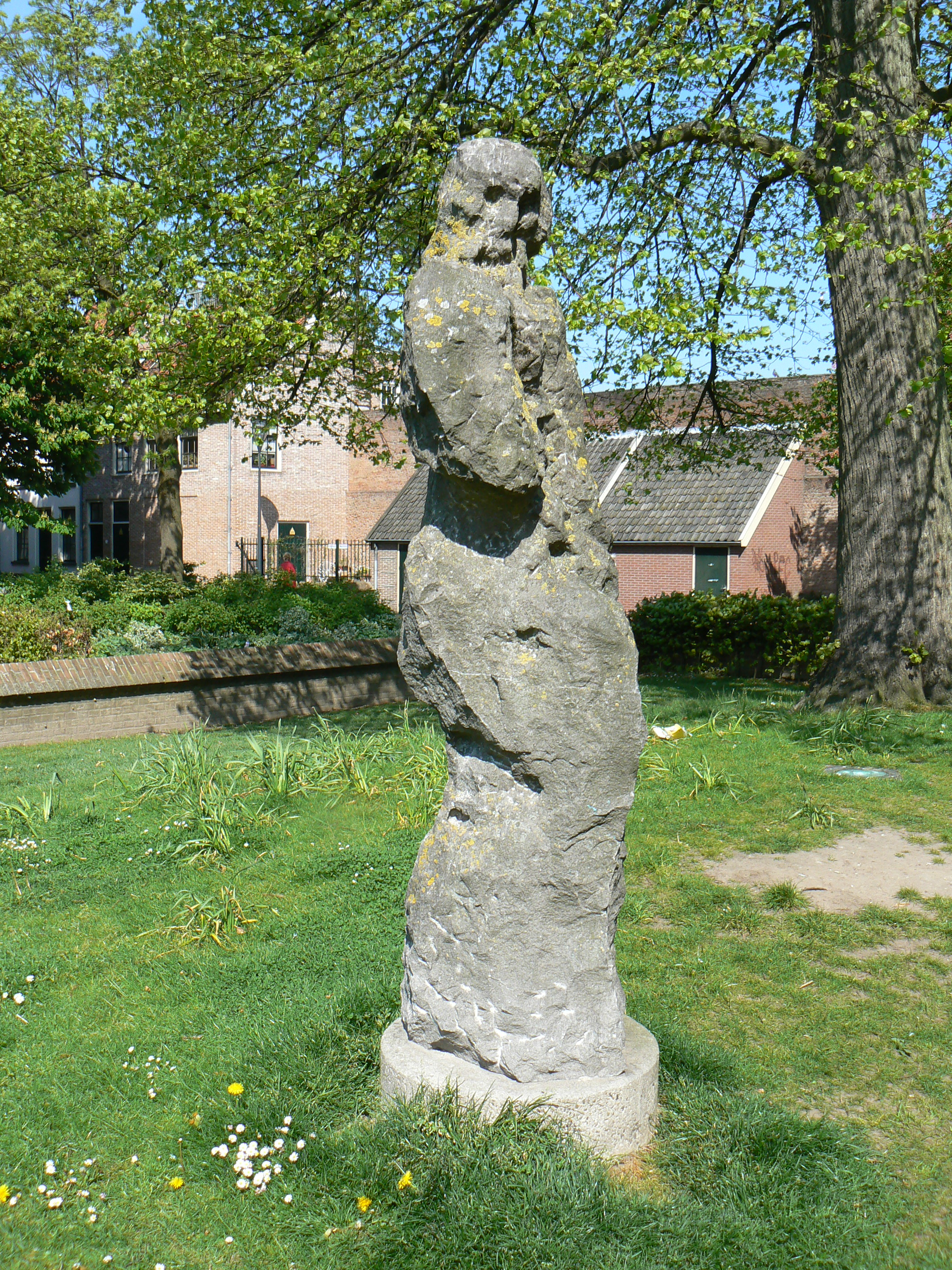
Figure (1964), Zwolle.
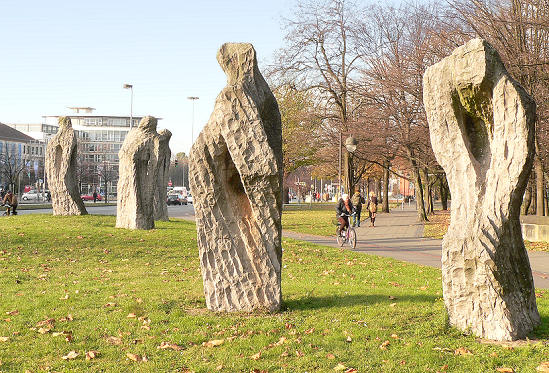
Famille (1982), Hanovre, Skulpturenmeile (de).
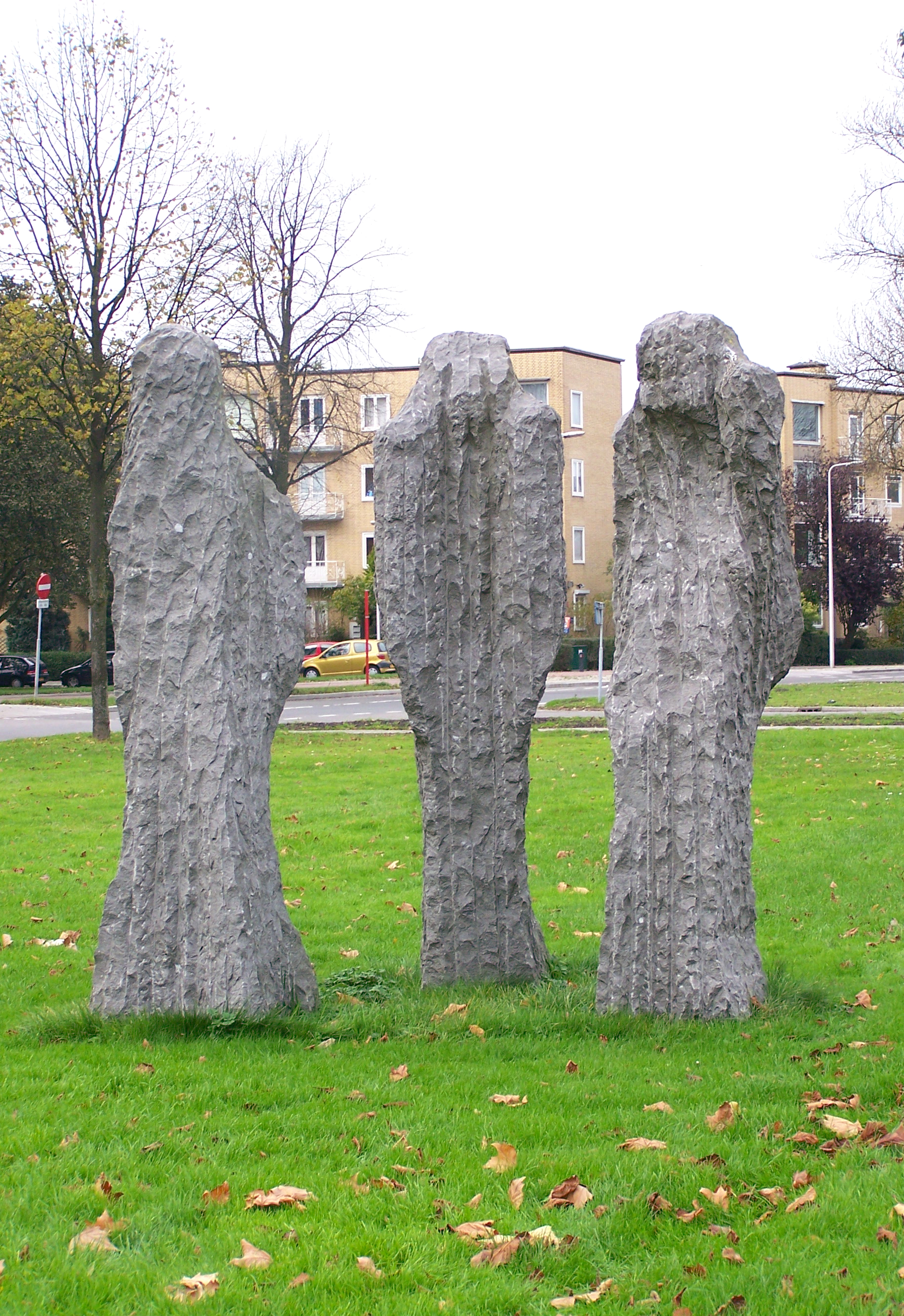
Trois figures (1979), Utrecht, Joseph Haydnlaan.
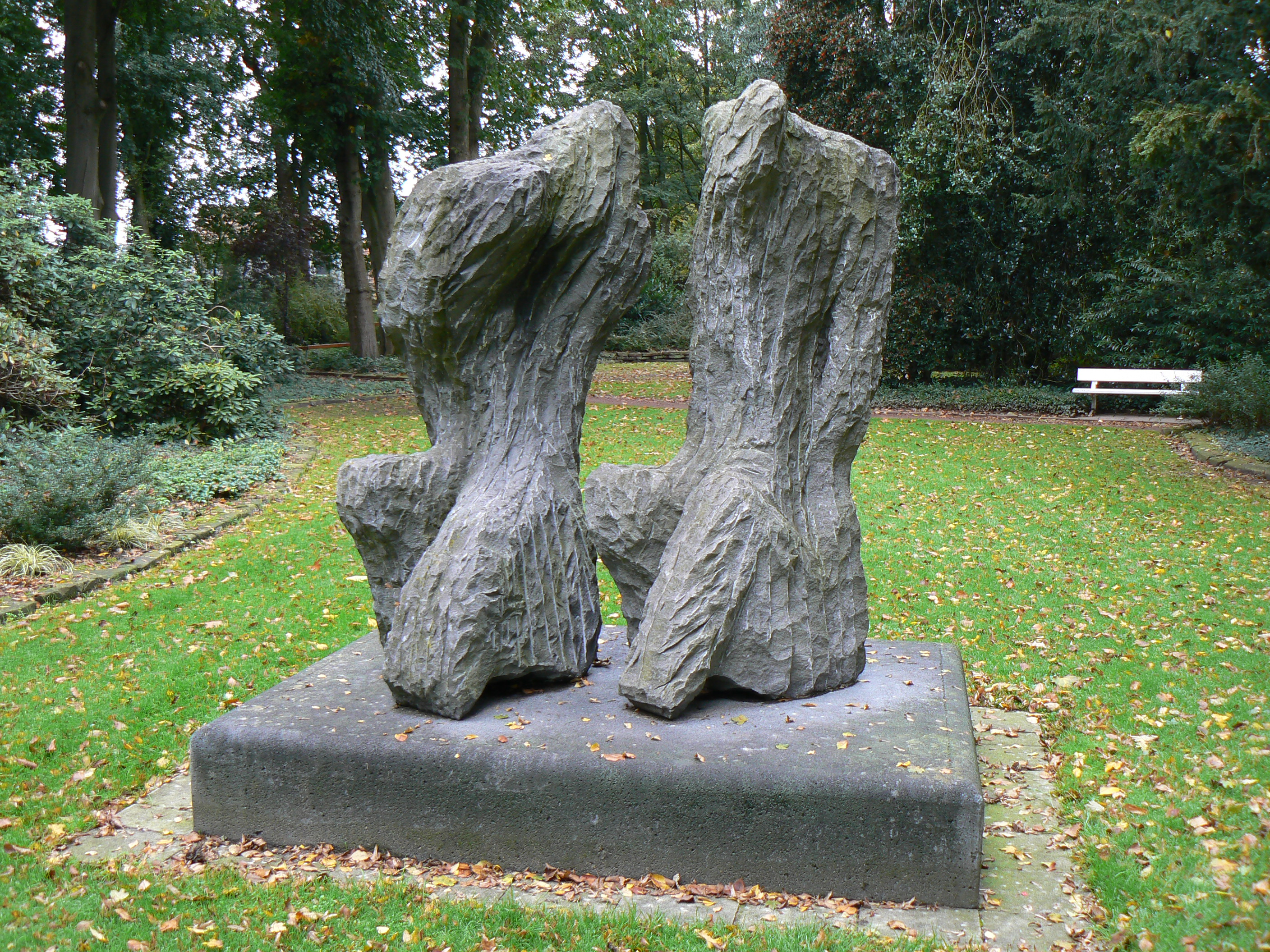
Confidence (1986), Nordhorn.
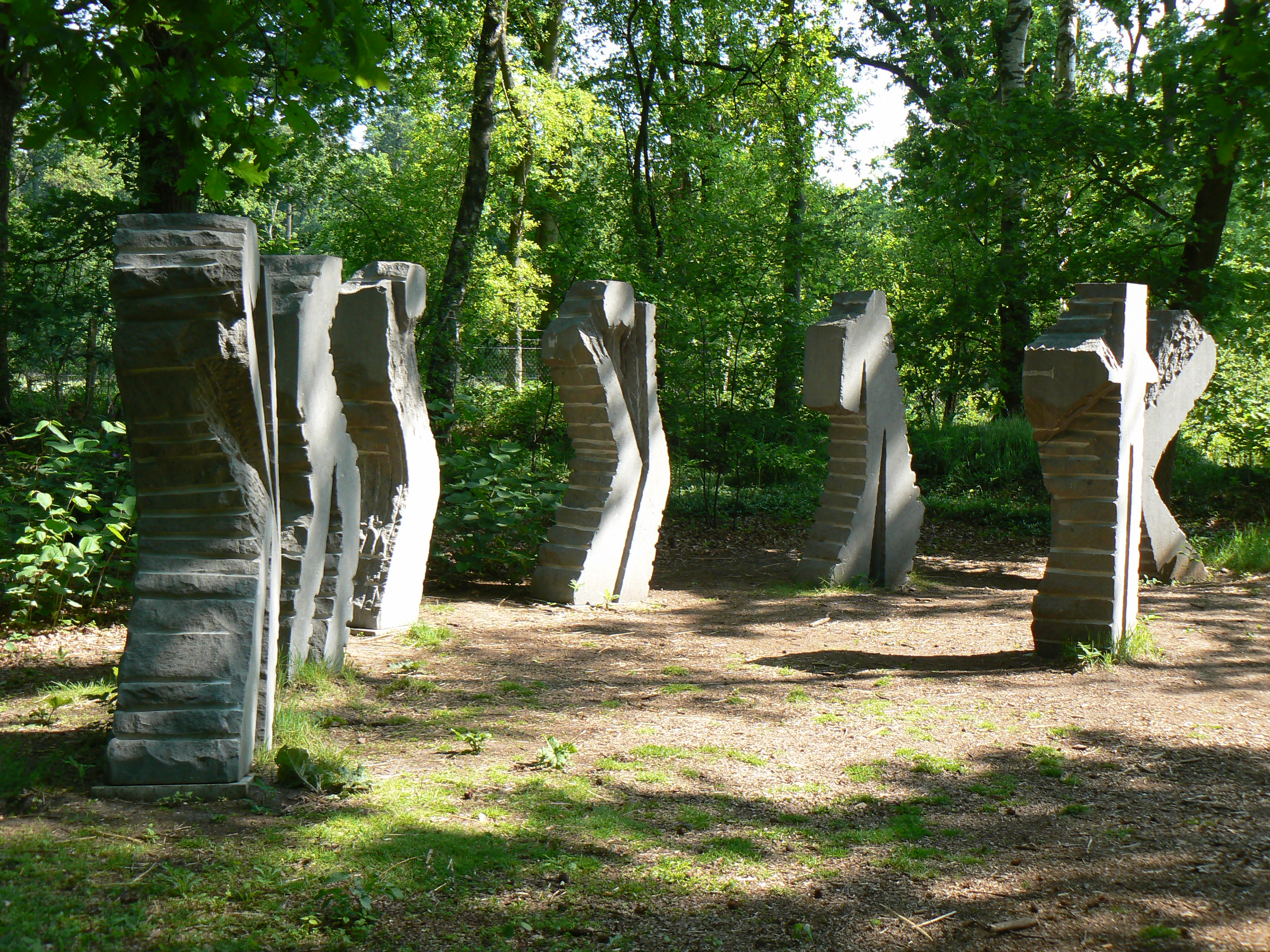
Groupe de sept (1993), Otterlo, musée Kröller-Müller.
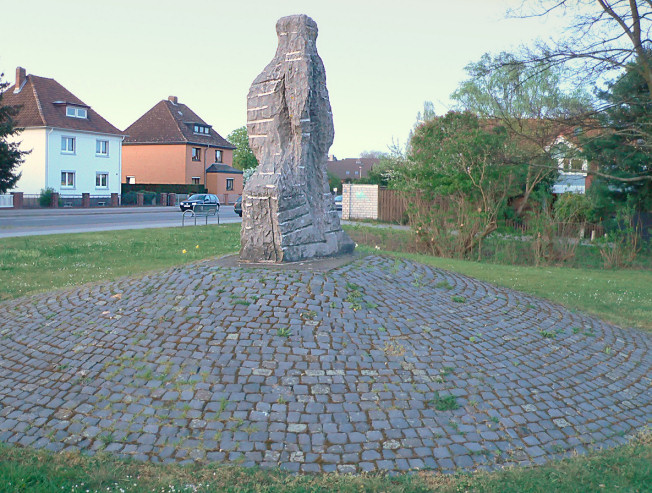
Figure, monument du camp annexe (Außenlager) du camp de concentration de Neuengamme, Hannover-Misburg.
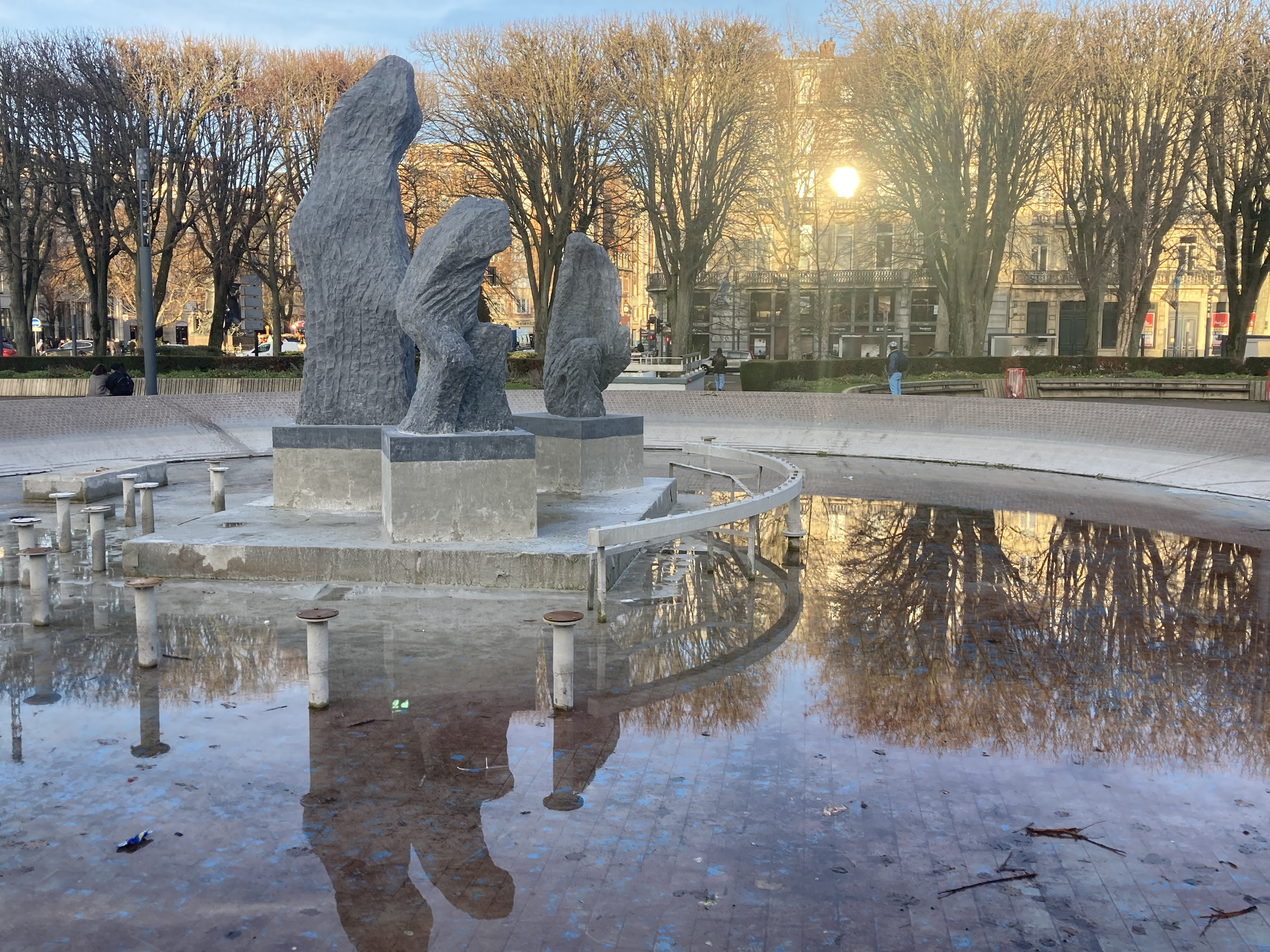
Groupe des trois. Eugène Dodeigne. Place de la république. Pierre de Soignies. Lille.
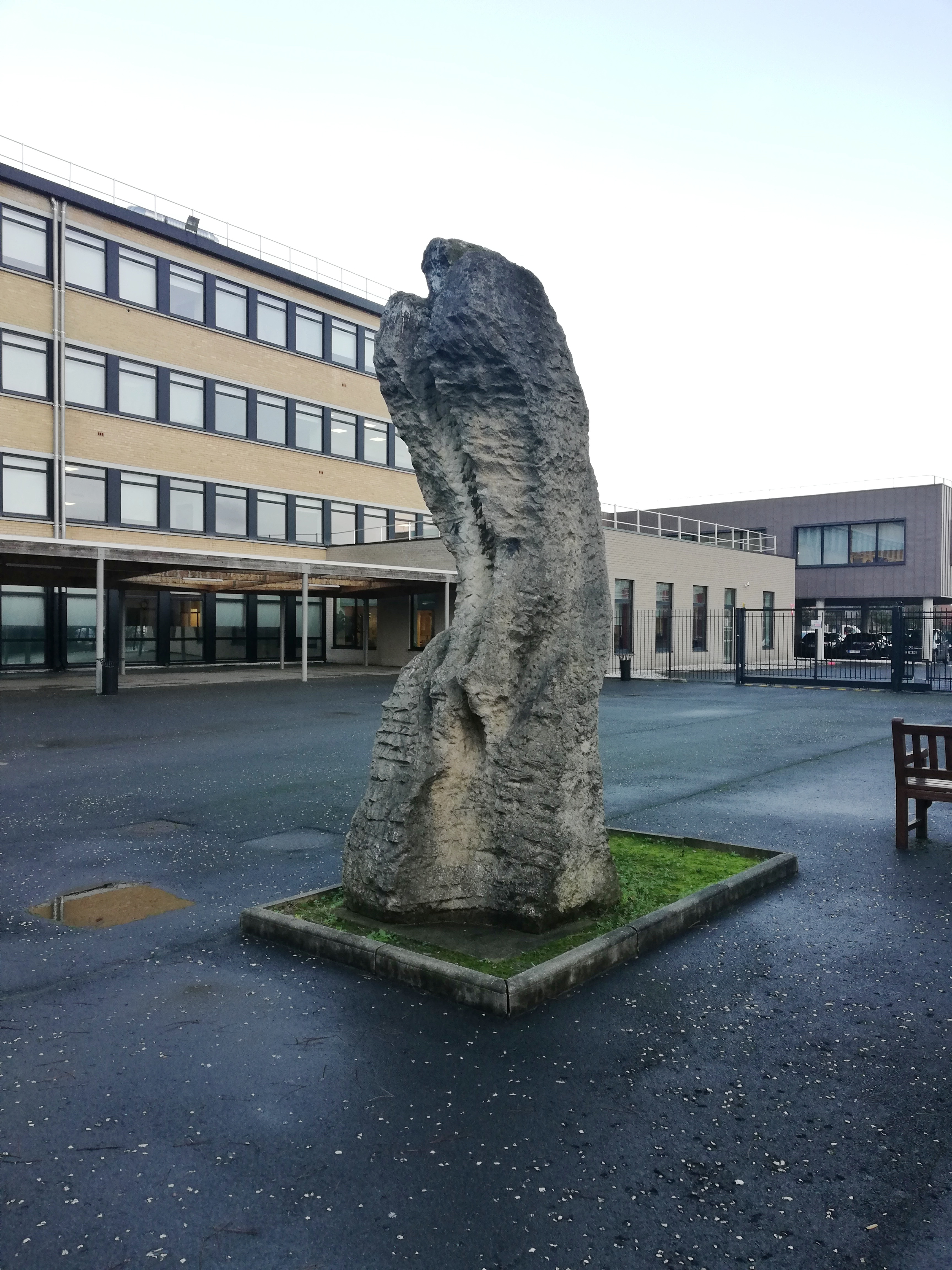
Annonciation.  1968    Lycée Marguerite de Flandre

## Expositions
Du 2 février au 30 juin 2013, le musée municipal de la tour abbatiale de Saint-Amand-les-Eaux présente une exposition consacrée à l’œuvre peint du sculpteur Eugène Dodeigne, la première jamais organisée par une institution muséale sur cette facette de l'artiste. À travers une quarantaine d’œuvres provenant du musée La Piscine de Roubaix, du MUba de Tourcoing et du LAM de Villeneuve d’Ascq, mais aussi de collections privées, le musée met en lumière cette part méconnue du travail de l’artiste.
Du 12 octobre 2024 au 12 janvier 2025, le musée La Piscine à Roubaix propose une rétrospective de l’œuvre de l’artiste. Aux côtés des pierres de Soignies sont présentés plâtres, bois, bronzés, terres cuites, dessins, peinture, des éléments de mobiliers et une sélection de photographies prises par l’artiste issues des archives de la famille, le tout embrassant au travers de 200 œuvres quelques soixante ans de création,.